# 1992 en Inde
Chronologie de l'Inde
- 1988
- 1989
- 1990
- 1991
- 1992
- 1993
- 1994
- 1995
- 1996

Cette page concerne les évènements survenus en 1992 en Inde :

## Évènement
- 26 février : Lancement du satellite INSAT-2DT (en).
- 30 juillet : Verdict dans l'Mohini Jain contre l’État du Karnataka (en).
- décembre à janvier 1993 : Émeutes de Bombay
- 7 décembre : Inondations de l'Inde et du Pakistan (en)
- 16 décembre : Commission Liberhan (en)

## Cinéma
- 37e cérémonie des Filmfare Awards
- 39e cérémonie des National Film Awards (en)

Sortie de film
- Bekhudi
- Chamatkar
- Deedar
- Deewana
- Dil Aashna Hai
- Drohi
- Hun Hunshi Hunshilal
- Jaagruti
- Jigar
- Jo Jeeta Wohi Sikandar
- Nishchaiy
- Police Officer
- Raju Ban Gaya Gentleman
- Ramayana: The Legend of Prince Rama
- Roja
- Sapne Sajan Ke
- Tahalka
- Yalgaar

## Littérature
- Le Conte de ma grand-mère (en), roman de R. K. Narayan.
- Memories of Rain (en), roman de Sunetra Gupta.

## Sport
- Participation de l'Inde aux Jeux olympiques d'hiver d'Albertville.